# Maurice A. Ferré Park
El Maurice A. Ferré Park (antiguamente Museum Park y Bicentennial Park) es un parque urbano público de 120 000 m² de superficie situado en Downtown Miami, Florida, Estados Unidos. El parque fue inaugurado en 1976 con el nombre de Bicentennial Park en la ubicación de antiguas instalaciones del Puerto de Miami. Este nombre (literalmente, «Parque del Bicentenario») pretendía conmemorar el bicentenario de los Estados Unidos que se cumplió en ese mismo año. En la actualidad, el Museum Park es mantenido por el Bayfront Park Management Trust. El parque está bordeado al norte por la I-395, el Metromover y la antigua sede del Miami Herald, al sur por la American Airlines Arena y Bayside Marketplace, al oeste por el Biscayne Boulevard y al este por la Bahía Vizcaína.

## El parque

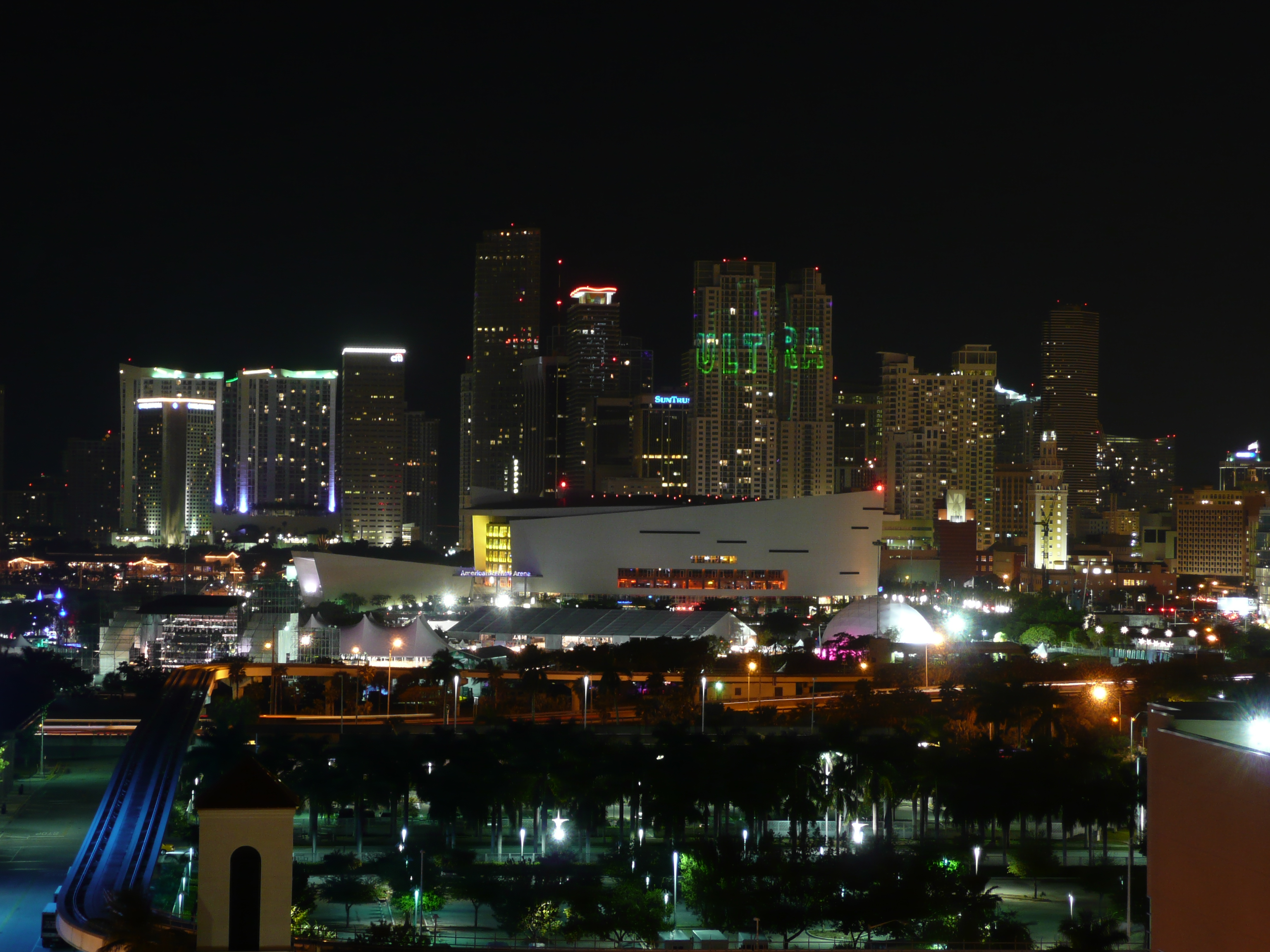
El Museum Park durante el Ultra Music Festival y la Hora del Planeta, el 27 de marzo de 2010.

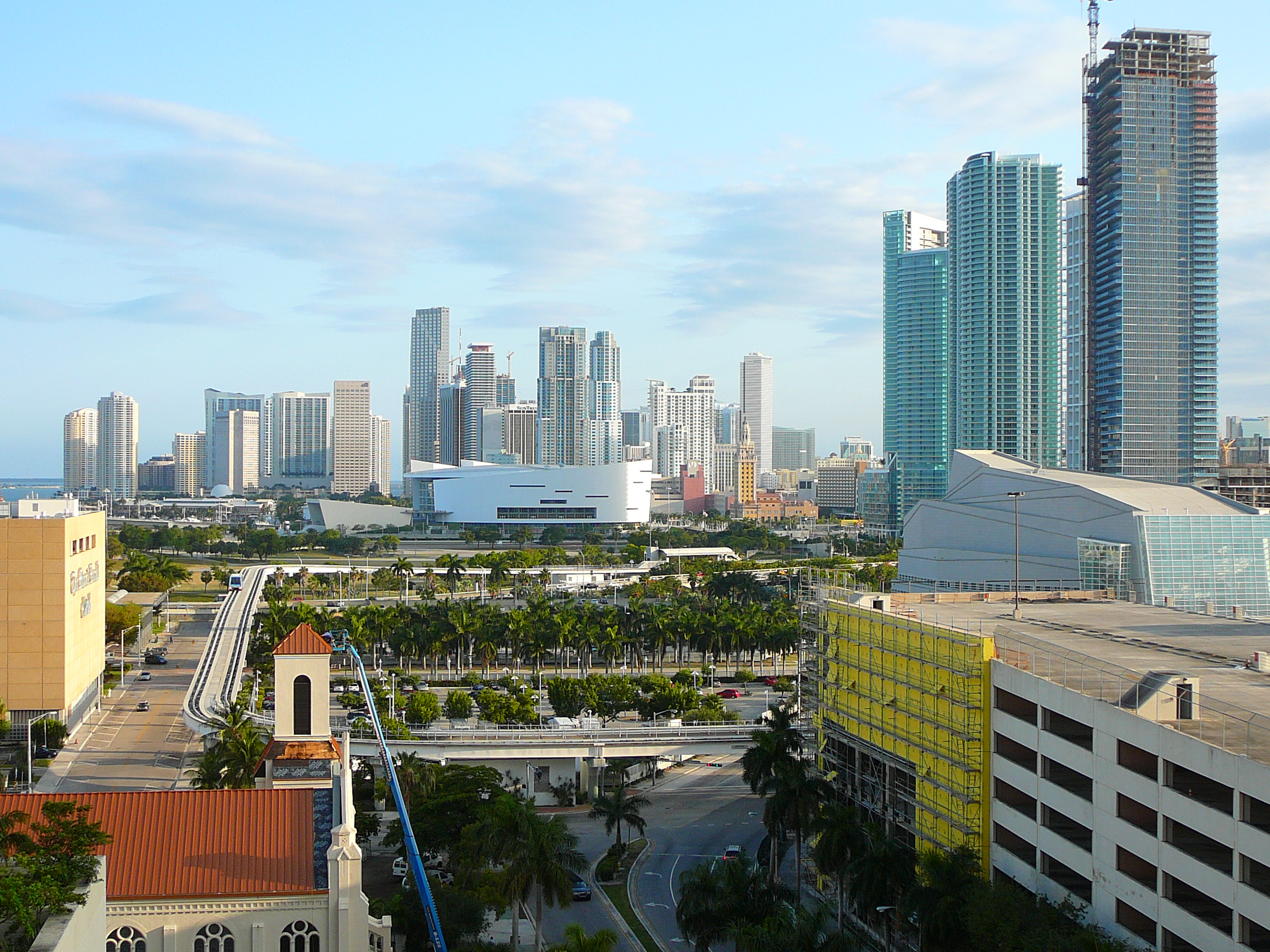
Esquina oeste del Museum Park en 2008, vista desde The Grand Doubletree.

Museum Park es servido por el Metro de Miami a través de la estación de Government Center y directamente por las estaciones de Museum Park, Eleventh Street y Park West del Metromover. Siete manzanas al sur se encuentra el Bayfront Park, de 130 000 m² de superficie.
El Museum Park alberga muchos eventos a gran escala debido a que puede alojar a unas 45 000 personas. Entre estos eventos están el Ultra Music Festival, un gran evento musical de tres días, numerosos conciertos de rock como el Warped Tour, convenciones, conciertos, así como excursiones en barco por la Bahía Vizcaína. En marzo de 2009, iba a albergar el Langerado Music Festival, un gran festival de tres días de duración que se había celebrado en la reserva india de Big Cypress desde 2003, pero fue cancelado debido a las malas ventas de billetes.
El parque experimentó una renovación con la construcción del Pérez Art Museum Miami y el Phillip and Patricia Frost Museum of Science. Esta renovación, que costó diez millones de dólares, incluyó un nuevo paseo a lo largo de la bahía y un paseo desde Biscayne Boulevard hasta la Bahía Vizcaína que proporciona un acceso peatonal a los museos. El Pérez Art Museum Miami fue inaugurado en diciembre de 2013 y el Frost Museum of Science abrió sus puertas en mayo de 2017.
El Miami Science Barge es un laboratorio marino y plataforma educativa flotante atracada en la bahía, junto al parque. Abrió sus puertas en 2016 y se centra en tres campos: la sostenibilidad, la agricultura alternativa y la ecología y conservación marina.

## Historia
Desde principios del siglo xx, en la ubicación del actual Museum Park se encontraban instalaciones del Puerto de Miami, hasta que se trasladó a la cercana Dodge Island a mediados de los años sesenta. La zona que ocupa en la actualidad el parque era entonces un bullicioso puerto de carga y pasajeros, y albergaba las oficinas de Clyde Mallory Lines. Una vez que el puerto se trasladó a la Dodge Island, los terrenos fueron limpiados de residuos industriales tras décadas de uso portuario y se transformaron en un parque, que fue inaugurado en 1976 y se convirtió en el segundo parque más grande de Downtown Miami tras el Bayfront Park. Su nombre original, Bicentennial Park, se refiere al bicentenario de los Estados Unidos que se produjo en ese mismo año.
En mayo de 1994, se inauguró el Omni Loop del Metromover, que proporcionó una estación del Metromover al parque. En 1996 se cerró la estación de Bicentennial Park debido a su falta de uso. En 2013 la estación fue renovada y reabrió con el nombre de Museum Park para proporcionar un acceso directo a los nuevos museos de arte y ciencia construidos en el parque.
A principios de 2019 el parque fue renombrado oficialmente Maurice A. Ferre Park en honor al antiguo alcalde de Miami Maurice Ferré.

### Carreras de coches
Desde 1986 hasta 1995 se disputaron en un circuito temporal en el parque carreras de IMSA, Trans-Am y CART, y de nuevo de Fórmula E en 2015.